# 天主教聖塔倫教區 (葡萄牙)
天主教聖塔倫教區（拉丁語：Dioecesis Santaremensis in Lusitania o Scalabitana），是葡萄牙一個天主教教區，包括聖塔倫區的一部份。屬里斯本總教區。成立於1975年7月16日。
現任教區為主教為曼奴埃爾·多明尼格斯。2011年，有253,000名教友，估轄區總人口82.7%，有80個堂區、73名司鐸、9名終身執事、8名修士、160名修女。